# Sprötze
Sprötze ist ein Stadtteil der Stadt Buchholz in der Nordheide im niedersächsischen Landkreis Harburg. Nach der 1972 durchgeführten Gebietsreform wurde die ehemals selbstständige Gemeinde Sprötze eine Ortschaft der Stadt Buchholz bei Hamburg.

## Lage
Sprötze grenzt im Norden und Osten an den zu Buchholz gehörenden Ortsteil Trelde, im Süden an die Gemeinde Tostedt und im Westen an Kakenstorf. Es liegt an der Bundesstraße 3 zwischen Rade und Welle und wird vom Sprötzer Bach durchflossen, der in einer im Gemeindegebiet Kakenstorf liegenden Buchholzer Exklave in die Este fließt. Südöstlich der Ortschaft liegt mit dem etwa 129 m hohen, heidebewachsenen Brunsberg eine der höchsten Erhebungen Norddeutschlands. Von hier lässt sich die Nordheide, der nördlichste Teil der Lüneburger Heide, überblicken. Südlich von Sprötze schließt sich das Waldgebiet Lohbergen an.
Die Ortschaft besteht aus dem eigentlichen Hauptort, dem Waldwohngebiet Lohbergen, dem etwas abseits gelegenen Ort Brumhagen sowie dem an der B3 liegendem Reiterhof Neddernhof.

## Geschichte

### Name
Sprötze wurde als Sproccinla 1105 erstmals erwähnt. Der Ortsname veränderte sich im Laufe der Zeit über Spretzenlo, Sprotzelo, Sprotzel und Sprötzel zum heutigen Sprötze.

### Frühgeschichtliche Entwicklung
Das ursprüngliche Sprötze (Sproccinla) bestand aus zwei Höfen mit je acht bis zehn Menschen. Der Platz war zum Siedeln gut geeignet, da er nach Westen ein für die Sonne geöffnetes Tal aufwies und sonst von Wäldern und Bergzügen geschützt war. Außerdem durchfloss ein Bach das „Dorf“. Dennoch wuchs dieser Ort die ersten 400 Jahre nur sehr schleppend. Nach den ersten 400 Jahren hatte sich die Einwohnerzahl von Sprötze verdreifacht (sechs Familien). Die Ursache für das schleppende Wachstum hatte vielfältige Ursachen, wie beispielsweise immer neue Katastrophen, Kriege und nicht zuletzt die Pest. Dadurch standen auch einige Höfe knapp 100 Jahre leer.

### 19. Jahrhundert
Mit dem Bau der Eisenbahn entlang des damaligen Sprötzer Ortsrandes in der zweiten Hälfte des 19. Jahrhunderts wuchs die Bevölkerung Sprötzes sprunghaft von 153 Einwohnern auf 343 an. So wurden hier z. B. einige der zugereisten Bahnarbeiter sesshaft. Aber auch Gewerbebetriebe kamen ins Dorf.

### „Die Vierdörfer“
Durch das Bevölkerungswachstum wurde der Bau einer Grundschule erforderlich. Sprötze schied aus dem alten Vierdörfer Schulverband aus, der seit 1867 bestand. Ein Jahr später wurde Sprötze dann eine eigenständige Gemeinde und verließ die bis dahin bestehende Dörfergemeinschaft der „Vierdörfer“.
Bis zum Jahr 1900 bildeten die Gemeinden Kakenstorf, Drestedt, Trelde und Sprötze die Gemeinde Die Vierdörfer. Kakenstorf und Drestedt sind heute eigenständige Gemeinden in den Samtgemeinden Tostedt und Hollenstedt. Trelde und Sprötze wurden am 1. Juli 1972 in die Stadt Buchholz in der Nordheide eingegliedert.

### Zweiter Weltkrieg
Nach Ende des Zweiten Weltkrieges kamen viele deutsche Flüchtlinge nach Sprötze. Zeitweise lebten hier mehr Auswärtige als Alteingesessene.

### Weitere Entwicklung
Mittlerweile ist Sprötze durch seine gute Verkehrsanbindung und der guten Infrastruktur vor Ort, zu einem beliebten Wohnstandort in der südlichen Metropolregion Hamburg geworden.

## Politik

### Ortsrat
Sprötze verfügt über einen Ortsrat. Dieser wird zu allen wesentlichen Veränderungen in der Ortschaft gehört, hat jedoch nur innerhalb seines eigenen kleinen Etats Entscheidungsgewalt. Für alle grundlegenden Entscheidungen ist der Buchholzer Stadtrat zuständig. 
Der Ortsrat besteht derzeit aus 9 Mitgliedern (Stand: September 2021):
- CDU: 41,9 %, 4 Sitze
- WGS: 32,0 %, 3 Sitze
- Grüne: 14,5 %, 1 Sitz
- SPD: 11,5 %, 1 Sitz

### Ortsbürgermeisterin
Ortsbürgermeisterin ist seit 2016 Heidemarie Micheel (CDU), stellvertretender Ortsbürgermeister ist Gerd Ulrich (parteilos). Der ehrenamtliche Ortsbürgermeister hat in erster Linie nur repräsentative Aufgaben und dient als Bindeglied zwischen Bürgern und Stadtverwaltung.
Die Wahlperiode beträgt regelmäßig fünf Jahre und dauert damit voraussichtlich bis 2026 an.

## Bildung, Kultur und Sport

### Bildungseinrichtungen
In Sprötze ist die Grundschule Sprötze-Trelde beheimatet, die in beiden namensgebenden Ortsteilen jeweils einen Grundschulstandort betreibt. Der Standort Trelde stellt gleichzeitig die schulische Versorgung für Kinder aus den Nachbargemeinden Kakenstorf mit Bötersheim und Drestedt her.
Außerdem gibt es in Sprötze zwei Kindertagesstätten sowie einen Waldkindergarten.

#### Geschichtliche Entwicklung der Grundschule
Die Grundschule Sprötze wurde im Jahre 1897 gegründet. Bis dahin mussten die Schüler aus Sprötze die Grundschule in Trelde besuchen. 1967 wurde die Grundschule Sprötze mit vier Klassenräumen und einer Turnhalle samt Sportplatz komplett neu gebaut. In den 1990er Jahren wurde das Schulgebäude in Sprötze umfangreich saniert und mit weiteren Räumen versehen. Mit Beginn des Schuljahres 2005/2006 konnte die Grundschule Trelde aufgrund zu geringer Schülerzahlen nicht mehr als eigenständige Grundschule bestehen bleiben und wird seitdem als Außenstelle gemeinsam mit der Sprötzer Grundschule geführt. Aus dieser Entwicklung resultiert der heutige Name Grundschule Sprötze-Trelde. Schulträger ist die Stadt Buchholz in der Nordheide.

### Vereine
In Sprötze sind unterschiedlichste Kulturvereine vorzufinden.

#### Heimatmuseum Vierdörfer Dönz
Das Heimatmuseum wurde als ein Verein gegründet, der das Ziel hat, die Förderung und Pflege eines heimatkundlichen Museums zu erreichen. Außerdem soll die Erforschung und Auseinandersetzung mit der Kultur und der Geschichte Sprötzes und den weiteren Orten der früheren „Vierdörfer“-Gemeinschaft vertieft werden. Zielsetzung des Vereins ist die aktive Arbeit, das Zusammentragen von alten Fotografien, Urkunden, Ergänzung der Chroniken, Planung und Durchführung von Vortrags-Veranstaltungen und Ausstellungen. Das Heimatmuseum kann für standesamtliche Trauungen gebucht werden.

#### Landfrauenverein „Vierdörfer“
Sprötze verfügt über einen Landfrauenverein. Der Verein hat mittlerweile mehr als 300 Mitglieder aller Altersgruppen, seine Mitglieder kommen auch aus dem Sprötze umgebenden Umland. Am 31. Januar 1980 wurde der Landfrauenverein „Vierdörfer“ gegründet. Der Name „Vierdörfer“ wurde in Erinnerung an die bis 1900 bestehende kommunale Einheit der Dörfer Drestedt, Kakenstorf, Sprötze und Trelde gewählt. Der Landfrauenverein Sprötze ist Mitglied des Kreisverbandes der Landfrauenvereine im Landkreis Harburg und im Niedersächsischen Landfrauenverband. Zum Frauenverein „Bereginja“ im ehemaligen Ostpreußen besteht ein reger Austausch.

### Sport

#### TSV Sprötze e. V.
Der TSV Sprötze, in dem verschiedenste Sportarten für alle Altersgruppen angeboten werden, wurde im Jahre 1926 gegründet. 1938 musste der Verein seine Aktivitäten einstellen, 1946 wurde er neu gegründet. Der Tennisclub „TC Estetal“ im TSV Sprötze verfügt über eine Anlage mit vier Außenplätzen in zentraler Lage Sprötzes. Der TSV-Sprötze bietet darüber hinaus auch Tanzen, und viele weitere sportliche Aktivitäten an. Im Jahre 2011 feierte der Verein sein 85-jähriges Vereinsjubiläum.

#### SG Estetal
Im Fußballsport wird gemeinsam mit dem Ortsteil Trelde eine Spielgemeinschaft, die Sg Estetal gebildet.

#### Schützenverein
Eine weitere Sportgemeinschaft besitzt Sprötze mit dem Nachbarort Kakenstorf, den Schützenverein Sprötze-Kakenstorf. Der Schützenverein bietet u. a. Musik im Spielmannszug, Kleinkaliber-, Bogen-, Luftgewehr- und Tontaubenschießen an.

### Veranstaltungen
Am zweiten Augustwochenende findet alljährlich das Sprötzer Schützenfest statt. In Sprötze wurde 1992 die VooV Experience ins Leben gerufen, die jedoch seit 2001 in Putlitz stattfindet. Außerdem findet alljährlich im Sommer das Sprötzer Dorffest mit reger Beteiligung der örtlichen Vereine und Organisationen statt.

### Feuerwehr
In Sprötze besteht die Freiwillige Feuerwehr Sprötze, eine Ortsfeuerwehr der Stadt Buchholz. In der Feuerwehr engagieren sich ca. 60 Bürger ehrenamtlich. Es besteht zudem eine Jugendfeuerwehr. Das Feuerwehrhaus im Zentrum soll zeitnah durch einen Neubau am Ortsrand ersetzt werden.

## Wirtschaft und Verkehr

### Verkehr

#### Bahn
Der Ort verfügt über einen Haltepunkt an der Bahnstrecke Wanne-Eickel–Hamburg, an dem stündlich im Rahmen des Hanse-Netzes verkehrende Züge der metronom Eisenbahngesellschaft halten. Somit sind die beiden norddeutschen Hansestädte Hamburg und Bremen auf direktem Wege zu erreichen. Sprötze liegt im HVV-Gebiet.
Nördlich der Ortslage führte früher die Bahnstrecke Bremerhaven-Wulsdorf–Buchholz ohne Halt entlang. Nach der Elektrifizierung der Hauptstrecke Hamburg-Wanne-Eickel wurde sie jedoch demontiert. Auf dem ehemaligen Bahndamm verläuft heute ein idyllischer Fuß- und Radweg.

#### Straße
Sprötze ist durch ein Netz aus unterschiedlichen Kreis- und Gemeindestraßen sowie Fuß- und Radwege gut erschlossen. Am westlichen Ortsrand verläuft die Bundesstraße 3 zwischen Buxtehude und Soltau. Am nahe gelegenen Trelder Berg besteht eine Verknüpfung mit der Bundesstraße 75. So ist eine schnelle Erreichbarkeit der Bundesautobahn 1 sichergestellt.

### Wirtschaft
Sprötze ist das strukturelle Zentrum für die umliegenden Dörfer Trelde, Kakenstorf, Drestedt und auch Welle. In der Ortsmitte befindet sich ein modernes Nahversorgungszentrum mit EDEKA, Volksbank, Bäckerladen, Apotheke und Schnellgastronomie. Abgerundet wird das Angebot durch mehrere kleinere Dienstleistungsbetriebe wie Hofladen und Pflegedienst.
Wirtschaftlich geprägt ist Sprötze vor allem durch kleine und mittelständische Handwerksbetriebe sowie einigen Landwirtschaftlichen Betrieben. Viele Einwohner pendeln zu ihrer Arbeitsstätte ins nahe gelegene Buchholz oder nach Hamburg.
Vor einigen Jahrzehnten gab es in Sprötze eine Traktorenfabrik des Unternehmens Moorburger Treckerfabrik, besser bekannt als Ritscherwerke. Hieran erinnern die Straßennamen im am Trelder Berg liegenden Gewerbegebiets, die allesamt nach Traktorherstellern benannt sind.